# Velja Mogila kod Bara
Velja Mogila je lokalni naziv za ogromnu ilirsku grobnicu u Gornjem Šušnju (tamo se kaže Šušanju), Bar, Crna Gora. Nepoznato je da li je ta gomila kamenja grobnica ili kenotaf (grob bez tijela).

## Povijest
Velja Mogila je na istaknutom mjestu, na vrhu naselja Šušanj, a vidljiva je s velike udaljenosti i s mora i kopna. Humka je od kamenog nabačaja, a oblik joj je kupast, sa zatupastim vrhom. Visoka je nešto više od sedam metara. Osnova joj je u obliku kruga, s prečnikom od oko 30 metara. Razlikuje se od svih ostalih tumulusa u Crnoj Gori po tome što je to jedini objekt iz vremena poganstva, koji koriste vjernici katoličke crkve u viševjekovnoj tradiciji procesije, jednom godišnje, na Spasovo. Mogila se nalazi u blizini katoličke crkve svete Petke u Gornjem Šušnju. Katolici na Spasovo, u procesiji, donose po jedan kamen za svakog člana svoje obitelji. Po drevnom običaju ovog kraja, kamenje polože na vrh da gomila raste. 2019. godine katolički svećenik dr Dejan Turza je na kraju obreda, s vrha Velje mogile, držeći križ u ruci, blagoslovio na sve četiri strane svijeta. Običaj da se na sveta mjesta donosi kamenje je očuvan u ovom kraju. Tako je nastala Gospa od Škrpjela, a običaj odnošenja kamenja na vrhove brda i planina, koji su u poganstvu bili sveta mjesta, sačuvan je i na vrhu planine Rumije, gdje je danas na gomili kamenja pravoslavna crkva Svetog Trojstva. Običaj penjanja na vrhove planina na neki praznik je sačuvan i kod nekih današnjih Albanaca. Na vrhu planine Jalič su sačuvane ruševine male kapele, kamo na Sv. proroka Iliju 20. srpnja žitelji okolnih sela smatraju za sveti običaj ostao od pradjedova da se popnu i izvrše namaz, kako to rade Tedrinci na Veliku Gospu, penju se na planinu Dronju, i Sirnićani i Kačaničani na planinu Ljuboten. Na ovoj posljednjoj nije bilo znakova postojanja molitvenog doma, a na Dronji ima grob iz davnina kao na planini Paštrik. Doseljenike na Cetinje u 15. stoljeću Ivana i Jelicu Borojev sa Starog Vlaha (Zlatibor) su sinovi ukopali na Velju gomilu, gdje odluče izgraditi crkvu, kasnije nazvanu Vlaška crkva. Očigledna je sličnost u tadašnjim običajima da se kod Velje gomile (Cetinje) i Velje mogile (Bar) ukopavaju mrtvi i grade crkve.

## Galerija
- Velja Mogila
- Velja Mogila
- Velja Mogila
- Velja Mogila